# Saint-Ignat
Saint-Ignat – miejscowość i gmina we Francji, w regionie Owernia-Rodan-Alpy, w departamencie Puy-de-Dôme. Nazwa miejscowości pochodzi od imienia św. Ignacego.
Według danych na rok 1990 gminę zamieszkiwały 632 osoby, a gęstość zaludnienia wynosiła 41 osób/km² (wśród 1310 gmin Owernii Saint-Ignat plasuje się na 339. miejscu pod względem liczby ludności, natomiast pod względem powierzchni na miejscu 619.).